# 11252 Laërtes
A 11252 Laertes (ideiglenes jelöléssel 1973 SA2) egy kisbolygó a Naprendszerben. Cornelis Johannes van Houten,  Ingrid van Houten-Groeneveld és Tom Gehrels fedezte fel 1973. szeptember 19-én.